# 雅西頓
雅西頓，或譯阿瑟丹，是英國作家托爾金（J. R. R. Tolkien）所著史詩式奇幻文學作品中的虛構國家，它和卡多蘭（Cardolan）及魯道爾（Rhudaur）是北方亞爾諾（Arnor）王國在第三紀元861年分裂後的三個繼承國之一。

## 地理位置
雅西頓位於亞爾諾王國的西半部。它的領土東至風雲丘，與魯道爾對望；東南方隔著烈酒河與卡多蘭相鄰；西北至路恩河；西南則至藍色山脈南段。
雅西頓的首都佛諾斯特位於其東北境內北崗的最南端，人類城鎮布理則位於東側與卡多蘭交界的東方大道上。北方還有已被遺棄的原亞爾諾首都，位於伊凡丁湖旁的安努米那斯。

## 歷史

### 建立
亞爾諾王國最後一任君王艾蘭多（Eärendur）在位期間，他的三位兒子即已公開發生不和，在第三紀元861年艾蘭多駕崩後，這樣的不和更進一步形成內戰。無法控制形勢的王位正統繼承人艾姆拉斯（Amlaith）最後只能將他的領地縮小到雅西頓一地，他的兩位弟弟則在雅西頓東方和東南方分別建立魯道爾（Rhudaur）和卡多蘭（Cardolan）。

### 北方安格馬勢力的崛起
第三纪元1300年，在登丹人不知情的情況下，戒靈之首在雅西頓的東北國境建立了安格馬王國。面對這股威脅，鄰國的卡多蘭承認了雅西頓為宗主國，並協助雅西頓抵抗安格馬的入侵。第三紀元1409年，在國王亞拉佛（Araphor）的防禦以及灰港岸、瑞文戴爾、羅斯洛立安等地精靈的馳援下，佛諾斯特逃過了被攻下的命運，但卡多蘭仍被毀滅，魯道爾亦成為安格馬的附庸，亞爾諾三國僅剩雅西頓仍實質獨立。
17世紀時從魔多開始蔓延的大瘟疫並未對雅西頓造成多少影響，但它的人口仍逐漸減少，使得國土中部的一些優良農地慢慢被遺棄，這些農地在第三紀元1601年被交給哈比人以形成夏爾。
第三紀元1851年，國王亞拉瓦（Araval）在一次與安格馬的衝突中勝利後，派出一些人試圖重建卡多蘭，但這些人在不幸遇上屍妖後非死即逃，卡多蘭的重建以失敗告終。

### 與剛鐸的結盟
第三紀元1940年，有鑒於兩國同樣正面對邪惡勢力的威脅，雅西頓國王亞拉芬（Araphant）與南方的剛鐸重新建立了聯繫與同盟，剛鐸國王昂多赫（Ondoher）的女兒費瑞爾（Firiel）因此嫁給了亞拉芬的兒子亞帆都（Arvedui）。這份同盟並沒有對彼此帶來太多實益，因為兩國都疲於應付自己的敵人：雅西頓對抗安格馬；剛鐸對抗東方人類的戰車民（Wainriders）。
第三紀元1944年，昂多赫與他的兩位兒子亞塔墨（Artamir）和法拉墨（Faramir）在一次與戰車民的戰役中戰死。當時尚未繼位的亞帆都以自己身為埃西鐸後代和費瑞爾丈夫的身分，向剛鐸聲明自己的王位繼承權，但遭剛鐸議會拒絕。

### 滅亡
雅西頓的抵抗隨著資源的銳減而日漸絕望，最後終於在第三紀元1974年被攻下，佛諾斯特落入安格馬的手中，亞帆都則逃往北方。若雅西頓能再多撐過一年，便能夠見到剛鐸的埃阿努爾在第三紀元1975年率領援軍抵達，該支軍隊在佛諾斯特戰役中與林頓瑟丹的精靈援軍一同摧毀了安格馬。
亞帆都在逃往北方後，不顧該處雪民的建言，在佛洛徹爾搭上了瑟丹派來援救他的船隻，該船在風暴中遇難，造成亞帆都的死亡與兩顆亞爾諾真知晶石的失落。亞帆都的兒子亞拉那斯選擇不再重建國家，成為了第一任的登丹人酋長，雅西頓就此滅亡。